# سيرهي بوبوف
سيرهي بوبوف (بالأوكرانية: Попов Сергій Олександрович) هو لاعب كرة قدم أوكراني في مركز الدفاع، ولد في 22 أبريل 1971 في ماكيفكا في أوكرانيا. شارك مع منتخب أوكرانيا لكرة القدم. أما مع النوادي، فقد لعب مع زينيت سانت بطرسبرغ وشاختار دونيتسك وميتالوره زابورجيا ونادي إيليتشيفيتس ماريوبول.

## وصلات خارجية
- سيرهي بوبوف على موقع الاتحاد الدولي (مؤرشف)  (الإنجليزية)
- سيرهي بوبوف على موقع الاتحاد الأوربي (الإنجليزية)
- سيرهي بوبوف على موقع اتحاد أوكرانيا (الإنجليزية)
- سيرهي بوبوف على موقع قاعدة بيانات كرة القدم.إي يو (الإنجليزية)
- سيرهي بوبوف على موقع ناشيونال فوتبول تيمز (الإنجليزية)